# Cavities Lake
Der Cavities Lake ist ein kleiner See im Süden von Filla Island in der Gruppe der Rauer-Inseln vor der Ingrid-Christensen-Küste des ostantarktischen Prinzessin-Elisabeth-Lands.
Australische Wissenschaftler benannten ihn nach den Höhlungen (englisch cavities) am Grund des Sees.